# Nikolas Arnesson
Nikolas Arnesson, född omkring 1150, död 7 november 1225, var en norsk präst.
Nikolas Arnesson var son till Harald Gilles änka Ingrid och Arne Kongsmåg. Han fick en lärd uppfostran, gick i kyrkans tjänst och blev 1190 biskop i Oslo. Nikolas var den främste motståndaren till Sverre Sigurdsson och förkämpe för den med honom besläktade kungaätten. Han flydde till Danmark, där han 1196 organiserade ett norskt upprorsparti mot Sverre, baglerna, som vållade den senare mycket besvär. Även under Sverres efterträdare, Inge Bårdsson, intog baglerna en mäktig ställning i Viken och Oplandene under Nikolas systerson Filippus Simonsson. Sedan båda avlidit 1217, underkastade sig Nikolas Arnesson Håkon Håkonsson.
Av Henrik Ibsen gjordes Nikolas Arnesson i pjäsen Kongsemnerne till en representant för avunden och splitet.